# Alessio Bolognani
Alessio Bolognani est un sauteur à ski italien né le 17 novembre 1983.

## Palmarès

### Jeux olympiques d'hiver
| Épreuve / Édition | Turin 2006 |
| Grand Tremplin    | 44e        |
| Par équipes       | 11e        |

### Coupe du monde de saut à ski
- Meilleur résultat: 42e